# Frank Shorter
Frank Shorter (Monaco di Baviera, 31 ottobre 1947) è un ex maratoneta statunitense, campione olimpico della specialità a Monaco di Baviera 1972.

## Biografia
Nacque a Monaco di Baviera, in Germania, dove suo padre prestava servizio nell'esercito statunitense. Rientrato in America, frequentò l'università di Yale vincendo, nel 1969, il campionato NCAA sui 10000 metri piani. Nel 1970 fu campione nazionale sia dei 5000 che dei 10000 m piani. In quest'ultima disciplina fu campione nazionale anche nel 1971, 1974, 1975 e 1977.
Vinse anche il campionato nazionale di corsa campestre quattro volte consecutive (dal 1970 al 1973). Ai Giochi panamericani del 1971 fu primo sia nei 10000 m che nella maratona. Vinse inoltre la prestigiosa maratona di Fukuoka per quattro anni consecutivi (dal 1971 al 1974).
Il suo maggiore successo fu la medaglia d'oro olimpica conquistata a Monaco di Baviera nel 1972 nella maratona, dopo essere giunto quinto nella finale dei 10000 m. Andò vicino al bis nei successivi Giochi olimpici del 1976 a Montréal, dove giunse secondo dietro al tedesco orientale Waldemar Cierpinski.
Dopo il ritiro dalle gare avvenuto nel 1977 Shorter ha fondato una propria squadra di atletica leggera. È stato anche presidente della commissione antidoping degli Stati Uniti.
È stato eletto membro della U.S. Olympic Hall of Fame nel 1984, della National Track & Field Hall of Fame nel 1989 e della National Distance Running Hall of Fame nel 1998.

## Palmarès
| Anno | Manifestazione  | Sede     | Evento   | Risultato | Prestazione | Note |
| ---- | --------------- | -------- | -------- | --------- | ----------- | ---- |
| 1972 | Giochi olimpici | Monaco   | Maratona | Oro       | 2h12'20"    |      |
| 1976 | Giochi olimpici | Montréal | Maratona | Argento   | 2h10'46"    |      |

## Altre competizioni internazionali
1965
- 10º alla IC4A Freshman Race ( Bronx) - 15'17"

1969
- 4º agli AAU Championships ( Miami), 6 miglia - 28'52"

1970
- Oro alla Corrida Internacional de São Silvestre ( San Paolo) - 24'27"
- Oro alla Springbank International ( London), 7 km - 19'52"
- Oro agli AAU Crosscountry Championships ( Chicago) - 30'15"

1971
- Oro alla Maratona di Fukuoka ( Fukuoka) - 2h12'50"
- 7º alla 20 km di Gainesville ( Gainesville) - 1h12'25"
- 4º alla Springbank International ( London), 18,6 km - 56'59"
- Bronzo alla Cinque Mulini ( San Vittore Olona)

1972
- Oro alla Maratona di Fukuoka ( Fukuoka) - 2h10'30"
- Oro alla Springbank International ( London), 18,6 km - 55'46"

1973
- Oro alla Maratona di Fukuoka ( Fukuoka) - 2h11'45"
- Oro alla Maratona del lago Biwa ( Ōtsu) - 2h12'03"
- Oro alla Cinque Mulini ( San Vittore Olona) - 31'00"

1974
- Oro alla Maratona di Fukuoka ( Fukuoka) - 2h11'31"
- 4º alla Maratona di Honolulu ( Honolulu) - 2h33'32"
- Argento alla Cinque Mulini ( San Vittore Olona) - 31'19"

1975
- Oro all'International Rice Festival ( Crowley) - 2h16'29"
- Argento alla Springbank International ( London), 18,6 km - 55'02"
- Oro alla Falmouth Road Race ( Falmouth), 11,2 km - 33'24"
- 5º alla Cinque Mulini ( San Vittore Olona)

1976
- Argento alla Maratona di New York ( New York) - 2h13'12"
- Oro all'International Peace Race ( Youngstown), 25 km - 1h17'56"
- Oro alla Charleston Distance Classic ( Charleston), 15 miglia - 1h14'26"
- Oro alla Falmouth Road Race ( Falmouth), 11,2 km - 33'14"

1977
- 6º in Coppa del mondo ( Düsseldorf), 10000 m piani - 28'52"5
- Oro alla 500 Festival Half Marathon ( Indianapolis) - 1h03'56"
- 5º alla Falmouth Road Race ( Falmouth), 11,2 km - 33'24"
- Oro alla Peachtree Road Race ( Atlanta) - 29'20"
- Oro alla Bellin Run ( Green Bay) - 30'32"

1978
- 23º alla Maratona di Boston ( Boston) - 2h18'17"
- 12º alla Maratona di New York ( New York) - 2h19'32"
- 4º alla Tulsa Run ( Tulsa), 15 km - 46'38"
- Bronzo alla Schlitz Light ( Tampa) - 29'28"

1979
- 75º alla Maratona di Boston ( Boston) - 2h21'57"
- 7º alla Maratona di New York ( New York) - 2h16'14"
- Argento alla Maratona di Honolulu ( Honolulu) - 2h17'51"
- 4º alla Maratona di Miami ( Miami) - 2h23'41"
- Bronzo alla River Corridor Classic Half Marathon ( Dayton) - 1h04'11"
- Bronzo alla Trevira Twosome ( New York), 10 miglia - 48'34"
- Oro alla Schlitz Light Badgerland ( Cudahy), 10 miglia - 47'34"
- Argento alla Tulsa Run ( Tulsa), 15 km - 45'44"
- 5º alla Falmouth Road Race ( Falmouth), 11,2 km - 32'43"
- Oro alla Crescent City Classic ( New Orleans) - 29'47"
- Argento alla Boulder 10 km ( Boulder) - 30'11"
- Oro alla Boston Evening Medical Center ( Boston) - 29'33"

1980
- 9º alla Maratona di Chicago ( Chicago) - 2h23'38"
- 4º alla Maratona di Honolulu ( Honolulu) - 2h20'11"
- 4º alla Kawaguchi-ko ( Kawaguchi), 30 km - 1h33'06"
- 4º alla Chicago Distance Classic ( Chicago), 20 km - 1h01'30"
- 7º alla Trevira Twosome ( New York), 10 miglia - 48'35"
- 15º alla Cascade Run Off ( Portland), 15 km - 45'14"
- Argento alla Tulsa Run ( Tulsa), 15 km - 45'22"
- Bronzo alla Run for the Roses ( Boulder), 15 km - 47'11"
- 8º alla Boulder 10 km ( Boulder) - 31'30"
- Argento ai Nike Club Championships ( San Diego) - 28'50"

1981
- 116º alla Maratona di New York ( New York) - 2h25'45"
- Bronzo alla Maratona di Chicago ( Chicago) - 2h17'27"
- 8º alla Maratona di Honolulu ( Honolulu) - 2h23'30"
- Oro alla Chicago Distance Classic ( Chicago), 20 km - 1h01'05"
- 11º alla Tulsa Run ( Tulsa), 15 km - 45'39"
- Oro alla Boulder 10 km ( Boulder) - 29'28"
- Oro alla NY Times Herald Record ( Middletown) - 29'32"
- Bronzo alla East Lansing State Bank ( East Lansing) - 29'44"
- Oro alla Veiled Prophet Fair ( Saint Louis) - 29'53"
- Oro alla Glencoe Friendship Run ( Glencoe) - 30'28"

1982
- 126º alla Maratona di New York ( New York) - 2h27'19"
- 5º alla Maratona di Honolulu ( Honolulu) - 2h22'16"
- Oro alla Mezza maratona di Kansas City ( Kansas City) - 1h05'04"
- Oro alla Chicago Distance Classic ( Chicago), 20 km - 1h01'21"
- 4º alla Trevira Twosome ( New York), 10 miglia - 47'37"
- 30º alla Tulsa Run ( Tulsa), 15 km - 47'55"
- Oro alla Orange Classic ( Middletown) - 29'18"
- 6º alla Boulder 10 km ( Boulder) - 29'26"
- Oro alla Coors Defeet Diabetes ( Hutchinson) - 29'47"
- Oro alla Frank Shorter Viking Classic ( Mount Berry) - 29'48"
- Bronzo alla Heart Run ( Tacoma) - 30'20"
- Argento alla Evening Medical Center ( Boston) - 30'43"
- 8º alla Charlotte Observer 10 km ( Charlotte) - 30'56"

1983
- 15º alla Tulsa Run ( Tulsa), 15 km - 46'30"
- Oro alla Run for the Roses ( Boulder) - 47'04"
- 4º alla Governor's Cup ( Denver) - 30'32"
- 9º alla Heart Run ( Tacoma) - 31'11"
- Bronzo alla Coors Defeet Diabetes ( Hutchinson) - 32'00"
- 51º alla Boulder 10 km ( Boulder) - 32'10"
- Oro alla Cherry Creek ( Denver), 5 miglia - 24'39"

1984
- 37º alla Tulsa Run ( Tulsa), 15 km - 48'54"
- Oro alla Vail Hill Climb ( Vail), 12 km - 51'30"
- 7º alla Orange Classic ( Middletown) - 30'37"
- Oro alla Turkey Trot ( Denver), 4 miglia - 19'05"

1985
- 56º alla Maratona di New York ( New York) - 2h28'25"
- 21º alla Maratona di Honolulu ( Honolulu) - 2h30'36"
- 64º alla Falmouth Road Race ( Falmouth), 11,2 km - 35'10"
- Argento alla Coors Defeet Diabetes ( Hutchinson) - 30'04"
- 21º alla Boulder 10 km ( Boulder) - 30'38"
- 9º alla Orange Classic ( Middletown) - 30'51"
- 4º alla Mayor's Cup ( Denver) - 31'01"
- 11º alla Colorado Heat Run ( Denver) - 31'24"
- Argento alla Cherry Creek Sneak ( Denver), 5 miglia - 24'36"

1986
- Argento alla Chicago Distance Classic ( Chicago), 20 km - 1h04'16"
- 39º alla Tulsa Run ( Tulsa), 15 km - 50'16"
- 9º alla Orange Classic ( Middletown) - 31'21"

1987
- 14º alla Maratona di Honolulu ( Honolulu) - 2h36'54"
- 50º alla Maratona di Monaco ( Monaco di Baviera) - 2h41'40"
- 45º alla Boulder 10 km ( Boulder) - 31'45"
- 14º alla Orange Classic ( Middletown) - 31'56"
- Argento alla Diamondhead Dash ( Honolulu), 7,4 km - 22'24"

1988
- 52º alla Maratona di Honolulu ( Honolulu) - 2h45'24"
- 52º alla Tulsa Run ( Tulsa), 15 km - 49'02"
- 62º alla Falmouth Road Race ( Falmouth), 11,2 km - 36'26"
- 17º alla Charlotte Observer 10 km ( Charlotte) - 31'10"
- 19º alla Orange Classic ( Middletown) - 33'12"

1989
- 31º alla Maratona di Honolulu ( Honolulu) - 2h38'25"
- 40º alla Tulsa Run ( Tulsa), 15 km - 49'11"
- Oro alla Diamondhead Dash ( Honolulu), 7,4 km - 22'59"

1990
- Oro alla Maratona di Urashima ( Urashima) - 2h37'59"
- 20º alla Maratona di Honolulu ( Honolulu) - 2h40'20"
- 20º alla Vikinglopet ( Sognefjord) - 1h12'17"
- 52º alla Boulder 10 km ( Boulder) - 32'34"
- 9º alla Alamo Alumni Run ( Denver), 5 miglia - 25'39"
- 47º alla Carlsbad 5000 ( Carlsbad) - 15'20"

1991
- 70º alla Maratona di Honolulu ( Honolulu) - 2h44'09"
- 5º alla Reykjavík Half Marathon ( Reykjavík) - 1h15'51"
- 72º alla Boulder 10 km ( Boulder) - 32'47"
- 25º alla Alamo Alumni Run ( Denver), 5 miglia - 26'05"

1992
- 45º alla Maratona di Honolulu ( Honolulu) - 2h43'52"
- 29º alla Orange Classic ( Middletown) - 33'57"
- Argento all'Unzen Charity ( Nagasaki) - 15'05"
- 14º al Kickoff Classic ( Boulder), 5 km

1993
- 206º alla Maratona di Honolulu ( Honolulu) - 2h58'17"

1998
- 8º alla Kona 10 km ( Kona) - 39'43"

2007
- 195º alla Orange Classic ( Middletown) - 47'38"